# Pulaski Skyway

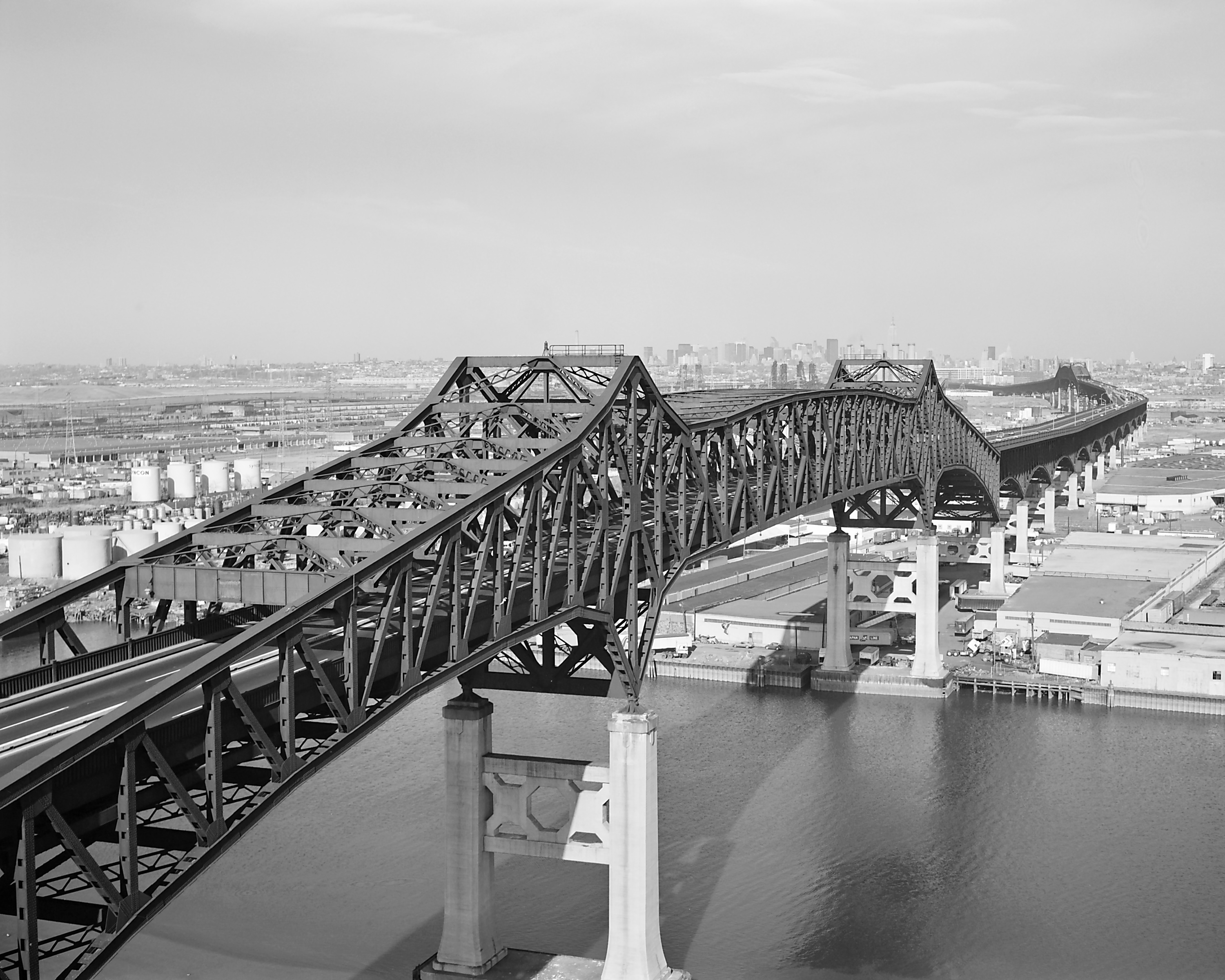
Pulaski Skyway

Localisation de la Pulaski Skyway.

La General Pulaski Skyway est une autoroute à quatre voies composée de ponts reliés dans la partie nord de l'État américain du New Jersey, portant la désignation de U.S. Route 1/9 sur la majeure partie de sa longueur.
La structure historique a une longueur totale de 5,636 kilomètres avec le plus long pont enjambant 167,6 mètres. Entre Newark et Jersey City, la chaussée traverse les rivières Passaic et Hackensack et la presqu'île situé entre les deux.
En 2010, le pont traite un trafic d'environ 67 000 passages par jour. Les camions doivent utiliser une route alternative, la U.S. Route 1/9 Truck, puisqu'il y sont interdits.
L'autoroute est nommée d'après Kazimierz Pułaski. Elle est inscrite au Registre national des lieux historiques.

## Dans la culture populaire
- L'autoroute  apparaît dans Grand Theft Auto IV sous le nom de Plumber Skyway.